# Патрульні катери проєкту 12150
Швидкісні патрульні катери проекту 12150 «Мангуст» — серія російських високошвидкісних патрульних катерів. Призначені для використання спецслужбами, митною службою, рибоохороною, тощо.

## Історія
Катери проєкту 12150 «Мангуст» спроєктовані в ЦМКБ «Алмаз» і виробляються в Росії на суднобудівному заводі «Вимпел» у місті Рибінську.
Серійно випускаються із 2000 року.
Застосовуються переважно Прикордонною службою ФСБ Росії (8 катерів: чотири з них використовуються в Чорному морі, два в Каспійському морі, один в Азовському морі та один у Балтійському морі) та МНС Росії (7 катерів у пошуково-рятувальній модифікації (проєкт 12150М).
У 2009 році ВАТ «Вимпел» здало 5 катерів для ФСБ РФ (ЧФ та БФ).
На 2010 рік — замовлення 5 катерів.
На 2011 та 2012 роки — 8 та 12 відповідно.
У серпні 2012 року два патрульні катери типу «Мангуст» були доставлені до Владивостока. Одним із перших завдань для них стане забезпечення безпеки під час проведення саміту АТЕС у Владивостоці.
5 вересня 2013-го спущений на воду оновлений катер проєкту 12150 «Мангуст». Як повідомляє прес-служба суднобудівного заводу «Вимпел», це другий катер серії, збудований для ВМФ РФ у 2013 році. Оновлення проекту проводилося фахівцями підприємства спільно із ЦМКЛ «Алмаз». Було змінено внутрішнє компонування корабля, збільшено надбудову, встановлено віддалено керовану кулеметну установку. Результатом оновлення стало покращення бойових, тактичних, морехідних та технічних характеристик катера, а також умов проживання екіпажу.
6-го травня 2024 року під час російсько-української війни у Вузькій бухті півострова Крим один з катерів проєкту був знищений ударним морським дроном Magura V5.

## Різновиди
- 12150М — багатоцільовий, пошуково-рятувальний.
- 12150А — патрульний/противодиверсантний для ВМФ[2]
- 12150В — малий ракетний катер.
- 12151 — без озброєння.
- 12152

## Представники проєкту
Кольори таблиці:

 Білий  — не добудований або утилізований не спущеним на воду

 Зелений  — діючий в складі ВМФ
| Назва     | Зав. № | Закладений | Спущений   | В строю   | Місце служби | Стан    | Примітки                                                        |
| --------- | ------ | ---------- | ---------- | --------- | ------------ | ------- | --------------------------------------------------------------- |
| ПСКА-600  | 02600  |            | 5.6.2001   | 20.8.2001 |              | В строю | Головний катер проєкту.                                         |
| …         |        |            |            |           |              |         |                                                                 |
|           | 02648  |            | 11.5.2017  |           |              | В строю |                                                                 |
| ПКАСС-201 | 02649  |            | 12.5.2017  |           |              | В строю |                                                                 |
| ПКАСС-650 | 02650  |            | 17.5.2017  |           |              | В строю |                                                                 |
| ПКАСС-651 | 02651  |            | 23.5.2017  |           |              | В строю |                                                                 |
|           | 02652  |            |            |           |              |         |                                                                 |
| ПКАСС-706 | 02653  |            | 27.11.2017 |           |              |         |                                                                 |
|           | 02654? |            | 18.5.2018  |           | "Чорне море" |         | 75-й за рахунком побудований катер проєкту і 50-й – для ФСБ РФ. |